# Skaftafellsjökull
Skaftafellsjökull é um glaciar da Islândia, constituindo-se como uma língua do glaciar de Vatnajökull. O termo em islandês significa literalmente "glaciar de Skaftafell".

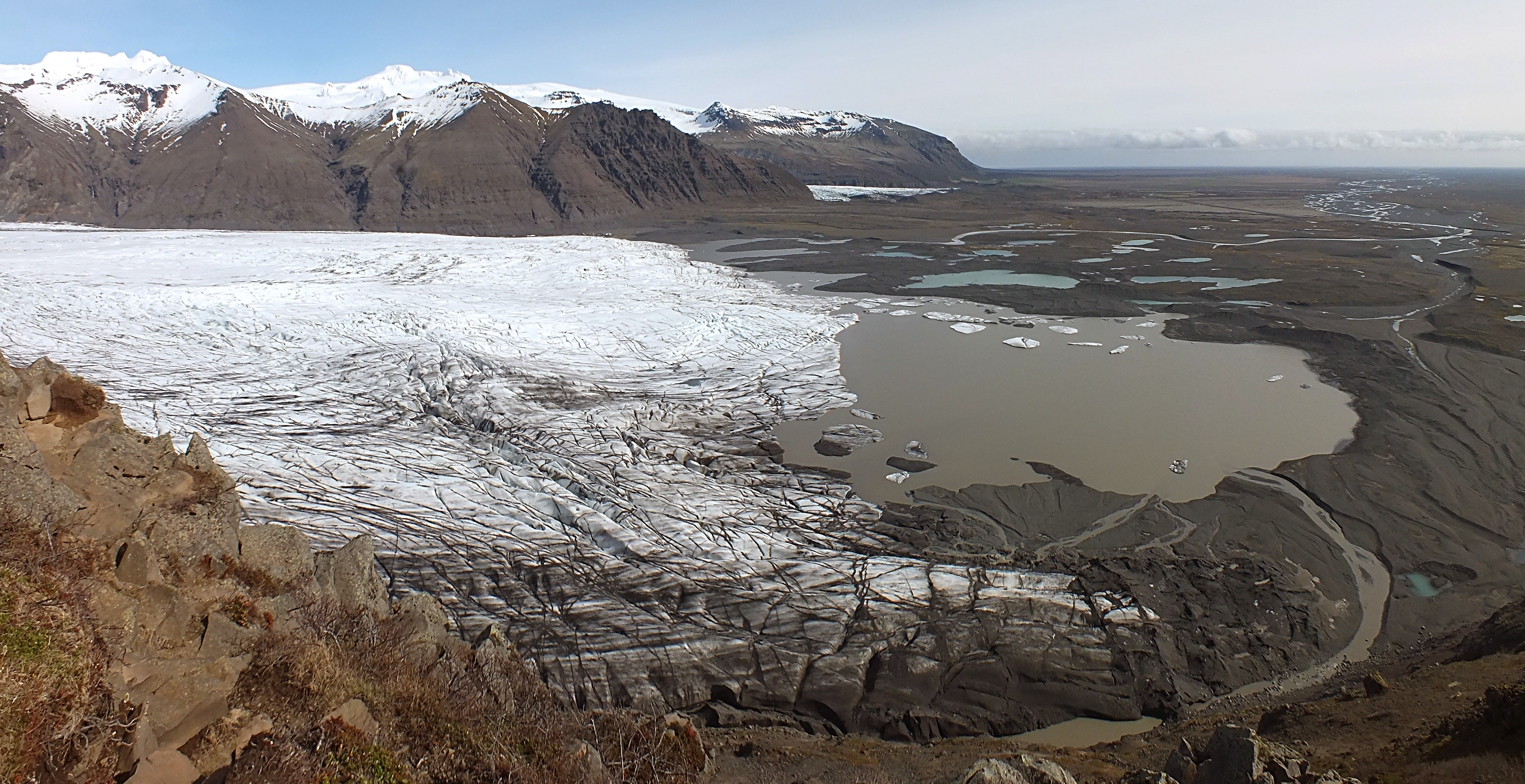
Vista da frente glaciar do Skaftafellsjökull, tirada do miradouro de Sjónarnípa, sobre o Skaftafell.

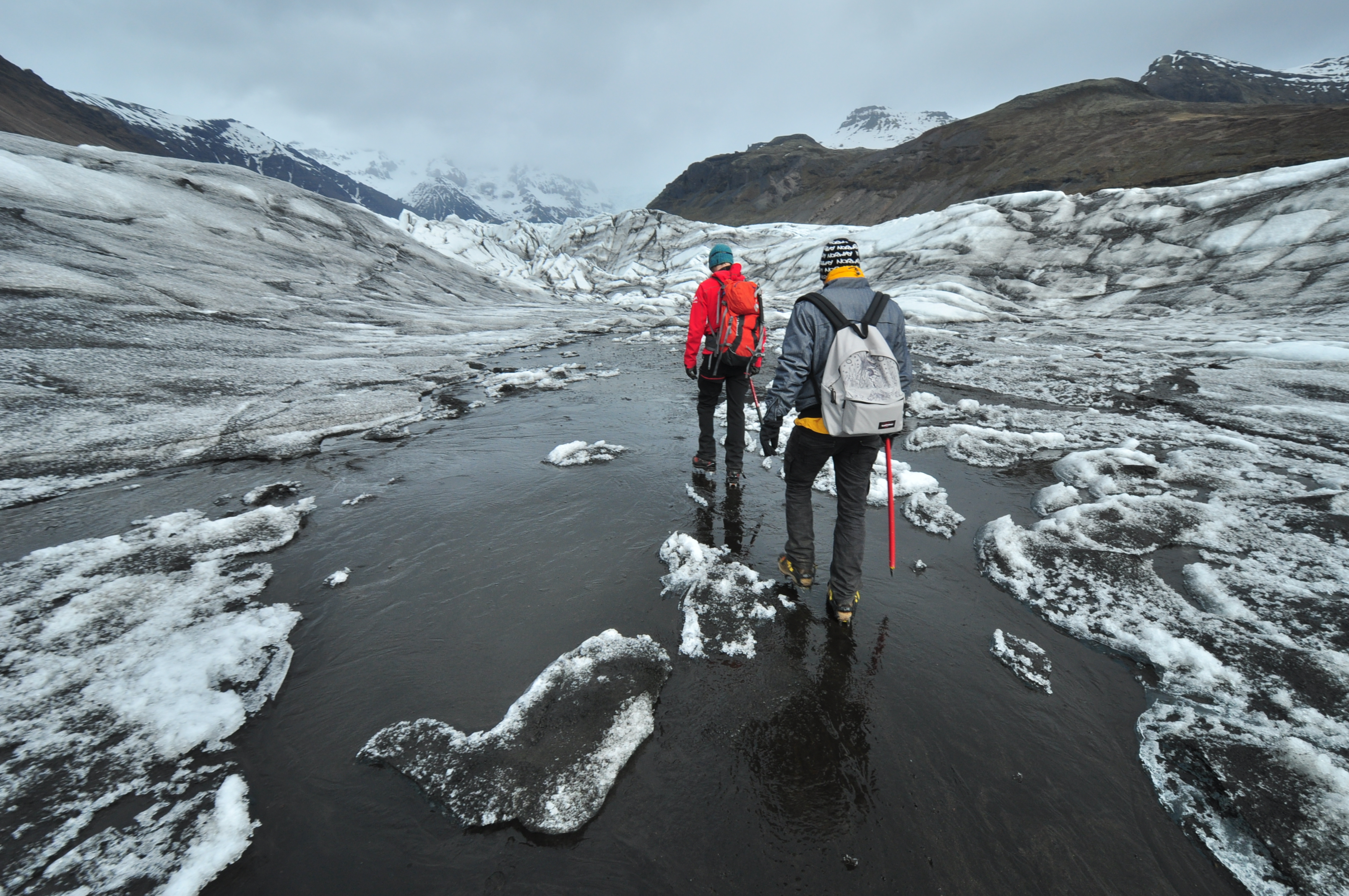
Caminhada glacial sobre o Skaftafellsjökull.

Skaftafellsjökull é uma das atrações turísticas do país, dispondo de um centro de visitantes e percursos para caminhadas a pé. Uma das caminhadas leva ao miradouro de Sjónarnípa, de onde é possível obter uma visão panorâmica do glaciar. Há muitos anos que o glaciar encontra-se em fase de regressão, revelando gradualmente o solo sobre o qual se encontra.